# Козаківська сільська рада
Козаківська сільська́ ра́да — орган місцевого самоврядування у складі Болехівської міської ради Івано-Франківської області. Адміністративний центр — село Козаківка.

## Загальні відомості
- Козаківська сільська рада утворена в 1940 році. 7 червня 1946 року указом Президії Верховної Ради УРСР село Бряза Болехівського району перейменовано на Козаківка і Брязівська сільська Рада — на Козаківська.[1]
- Територія ради: 8,338 км²
- Населення ради: 1 443 особи (станом на 2001 рік)
- Територією ради протікає річка Сукіль.

## Населені пункти
Сільській раді підпорядковані населені пункти:
- с. Козаківка
- с. Сукіль

## Склад ради
Рада складається з 16 депутатів та голови.
- Голова ради: Іванів Михайло Юрійович
- Секретар ради:

### Керівний склад попередніх скликань
| ПІБ                      | Основні відомості                                                                                  | Дата обрання | Дата звільнення |
| ------------------------ | -------------------------------------------------------------------------------------------------- | ------------ | --------------- |
| Гринів Василь Васильович | Сільський голова, 1950 року народження, член Народного Руху України                                | 26.03.2006   | 31.10.2010      |
| Іванів Михайло Юрійович  | Сільський голова, 1980 року народження, освіта вища, член Всеукраїнського об'єднання «Батьківщина» | 31.10.2010   |                 |

Примітка: таблиця складена за даними джерела

### Депутати
За результатами місцевих виборів 2010 року:
- Кількість депутатських мандатів у раді: 16
- Кількість депутатських мандатів, отриманих кандидатами у депутати за результатами виборів: 15
- Кількість депутатських мандатів у раді, що залишаються вакантними: 1

#### За суб'єктами висування
| Суб'єкт висування               | Кількість обраних депутатів | %  |
| ------------------------------- | --------------------------- | -- |
| Українська Народна Партія       | 6                           | 40 |
| Народна партія                  | 3                           | 20 |
| Політична партія «Наша Україна» | 3                           | 20 |
| Самовисування                   | 3                           | 20 |

#### За округами
| № округу                        | Прізвище, ім'я, по батькові     | Дата визнання обраним | Освіта                    | Партійна приналежність | Відомості про обраного депутата                         |
| ------------------------------- | ------------------------------- | --------------------- | ------------------------- | ---------------------- | ------------------------------------------------------- |
| Народна Партія                  |                                 |                       |                           |                        |                                                         |
| 7                               | Кобилинець Богдан Йосипович     | 01.11.2010            | Освіта середня            | позапартійний          | Козаківське лісництво, лісник                           |
| 9                               | Юрків Василь Іванович           | 01.11.2010            | Освіта вища               | позапартійний          | Козаківське лісництво, помічник лісничого               |
| 11                              | Труханівський Василь Васильович | 01.11.2010            | Освіта середня спеціальна | позапартійний          | Козаківське лісництво, помічник лісничого               |
| Політична партія «Наша Україна» |                                 |                       |                           |                        |                                                         |
| 3                               | Дубів Даніїла Іванівна          | 01.11.2010            | Освіта середня            | позапартійна           | Козаківська сільська рада, бухгалтер                    |
| 4                               | Гаїв Ярослав Васильович         | 01.11.2010            | Освіта середня            | позапартійний          | Козаківська загальноосвітня школа, завгосп              |
| 5                               | Петрюк Руслана Федорівна        | 01.11.2010            | Освіта вища               | позапартійна           | Агрофірма «Провесень», підприємець                      |
| Українська Народна Партія       |                                 |                       |                           |                        |                                                         |
| 1                               | Корпан Василь Юрійович          | 01.11.2010            | Освіта вища               | позапартійний          | тимчасово не працює                                     |
| 2                               | Дмитрів Богдан Миколайович      | 01.11.2010            | Освіта середня            | позапартійний          | тимчасово не працює                                     |
| 6                               | Дяків Віктор Федорович          | 01.11.2010            | Освіта середня            | позапартійний          | Південь-захід електро мереж буд, електромонтер лінійник |
| 8                               | Завіховський Богдан Юрійович    | 01.11.2010            | Освіта середня            | позапартійний          | Південь-захід електро мереж буд, електромонтер лінійник |
| 14                              | Іванів Володимир Васильович     | 01.11.2010            | Освіта вища               | позапартійний          | Сукільське лісництво, технік                            |
| 15                              | Савчин Надія Варфоломіївна      | 01.11.2010            | Освіта вища               | позапартійна           | тимчасово не працює                                     |
| Самовисування                   |                                 |                       |                           |                        |                                                         |
| 10                              | Юрків Андрій Петрович           | 01.11.2010            | Освіта вища               | позапартійний          | Долинське РДСО, монтер                                  |
| 13                              | Заляско Тарас Михайлович        | 01.11.2010            | Освіта середня            | позапартійний          | Долинський РЕМ, машиніст автокрана                      |
| 16                              | Савчин Володимир Миколайович    | 01.11.2010            | Освіта вища               | позапартійний          | Львівський лісотехнічний інститут, студент              |